# هيلين ماتوسفيتش أوجيسكي
هيلين ماتوسفيتش أوجيسكي (بالإنجليزية: Helen Matusevich Oujesky) (14 آب/أغسطس عام 1930-1 شباط/فبراير عام 2010)، هي أستاذة أمريكية في علم الأحياء الدقيقة في جامعة تكساس في سان أنطونيو. اهتمت بمتابعة الأبحاث البيئية حول تلوث التربة والمياه وخاصة بالنفايات السامة.
استمرت حياتها المهنية مدة 45 عامًا في مجال التعليم والبحث حصلت خلالها على العديد من الجوائز من مؤسسة العلوم الوطنية وبرامج التدريب العلمي لطلاب المدارس الثانوية، وبرنامج التدخل النموذجي للفتيات اللائي يستخدمن أنشطة مختبرية في العلوم والرياضيات والهندسة. أُدرج اسمها في قاعة مشاهير النساء في تكساس في 30 كانون الثاني/يناير في عام 1997.

## سيرة ذاتية
وُلدت أوجيسكي في فورت وورث في تكساس في 14 آب/أغسطس في عام 1930 لوالدتها ليلى كريفانيك ووالدها ستيف ماتوسفيتش. بدأت حياتها المهنية كمعلمة في مدرسة تريمبل التقنية العليا في فورت وورث، وعملت معلمة للكيمياء والبيولوجيا حتى عام 1963 بعد تخرجها من كلية ولاية تكساس الحكومية بدرجة البكالوريوس في عام 1951. كما تابعت تعليمها العالي في جامعة تكساس المسيحية وحصلت على درجة الماجستير في الآداب في عام 1965. حصلت على درجة الدكتوراه من جامعة تكساس للمرأة في عام 1968.
عملت أوجيسكي كأستاذة مساعدة في قسم الدراسات العليا في جامعة تكساس المسيحية في فورت وورث من عام 1963 حتى عام 1965. وعملت كمعلمة دراسات عليا في جامعة تكساس للمرأة من عام 1965 إلى عام 1968 وأستاذة مساعدة من عام 1968 حتى عام 1973. التحقت أوجيسكي بجامعة تكساس في سان أنطونيو في عام 1973 وتقاعدت كأستاذة في عام 2001، وكانت أيضًا عضوًا في مجلس إدارة أكاديمية تكساس للعلوم منذ عام 1980.
حاضرت أوجيسكي أيضًا في موضوع العدالة التعليمية للفتيات والنساء في جميع أنحاء البلاد، وذلك بصرف النظر عن تقديم نتائج بحثها في العديد من المنتديات حول البيئة الميكروبية المطبقة، وآثار الملوثات البيئية على التمثيل الغذائي الميكروبي المتعلق بتلوث المياه وتلوث الأرض بالنفايات السامة. ألقت محاضرة كضيفة في الندوة الدولية الخامسة حول التحلل الحيوي في أبردين في اسكتلندا. دعمت الطلاب في المرحلة ما قبل الجامعية لتقديم أعمالهم العلمية في معارض العلوم وأكاديميات العلوم للناشئين.

## العائلة
تزوجت هيلين ماتوسفيتش من فرانك أوجيسكي في 27 كانون الأول/ديسمبر في عام 1951، وأنجبت ثلاثة أطفال وهم مايكل جيروم وديفيد فرانكلين وكريستوفر آرون. توفيت عن عمر يناهز 79 عامًا في 1 شباط/فبراير من عام 2010 ودُفنت في مقبرة جبل أوليفيت.

## العضوية
كانت أوجيسكي عضوًا في المؤسسات والجمعيات التالية في مراحل مختلفة من حياتها المهنية:
- عضو مجلس إدارة أكاديمية ألامو الإقليمية للعلوم والهندسة في سان أنطونيو.
- احتفالية سان أنطونيو للمرأة وقاعة الشهرة.
- زميلة أكاديمية تكساس للعلوم.
- عضو الجمعية الأمريكية لتقدم العلوم.
- رئيسة الرابطة الأمريكية لجامعة المرأة من عام 1985 حتى عام 1987، ورئيسة فرع تكساس من عام 1994.
- الجمعية الأمريكية لعلم الأحياء الدقيقة.
- جمعية علم الأحياء الدقيقة الصناعية (في لجنة التعليم من عام 1976).